# Brian Earnshaw
Brian Earnshaw (Wrexham, 26 dicembre 1929 – 15 febbraio 2014) è stato uno scrittore britannico, noto per la sua serie Dragonfall 5, illustrata da Simon Stern.

## Biografia
Earnshaw è nato a Wrexham, nel Galles, e ha frequentato il Pembroke College a Cambridge, dove ha studiato storia. Ha poi insegnato per diversi anni in diverse scuole secondarie del Regno Unito prima di diventare docente di letteratura inglese al St. Paul College, Cheltenham (un istituto di formazione per insegnanti con qualifiche dell'Università di Bristol).
Nel 1982 ha conseguito il dottorato presso l'Università di Warwick con una tesi dal titolo Traduzioni dal tedesco e la loro ricezione in Gran Bretagna 1760-1800.
Dopo il ritiro, si è trasferito a Bristol, e ha lavorato con Timothy Mowl su una serie di libri sulla storia dell’architettura e il giardino all'inglese. 
Grande appassionato di botanica e di viaggi, ha girato l’Europa per studiare i fiori, l’architettura, i giardini e la storia.
Earnshaw è morto il 15 febbraio 2014, all'età di 84 anni.

## Opere

### Serie "Star Jam Pack"
- Starclipper and the Song Wars (1985)
- Starclipper on the Snowstone (1986)
- Starclipper and the Galactic Final (1987)

### Serie "Dragonfall 5"
- Dragonfall 5 and the Royal Beast (1972)
- Dragonfall 5 and the Space Cowboys (1972)
- Dragonfall 5 and the Empty Planet (1973)
- Dragonfall 5 and the Hijackers (1974)
- Dragonfall 5 and the Master Mind (1975)
- Dragonfall 5 and the Super Horse (1977)
- Dragonfall 5 and the Haunted World (1979)

### Altri romanzi per adolescenti
- Planet of the Jumping Bears (1990)
- The Rock Dog Gang (1987)
- Next Stop, Wildstar (1994)

### Romanzi
- And the Mistress Pursuing (1966)
- Il pianeta nell'occhio del tempo (1968)

Saggistica
- Trumpet at a Distant Gate: The Lodge as Prelude to the Country House
- John Wood: Architect of Obsession
- Architecture Without Kings: The Rise of Puritan Classicism under Cromwell
- AN INSULAR ROCOCO Architecture, Politics and Society in Ireland and England, 1710–1770

### Poesia
- At St. David's A Year ISBN 0-340-02503-4
- Cavafy Gone Gothic ISBN 978-1-906593-06-3